# Ley de las XII Tablas
La Ley de las XII Tablas (Lex duodecim tabularum o Duodecim tabularum leges)  fue un texto legal que contenía normas para regular la convivencia del pueblo romano. También recibió el nombre de Ley decenviral. Por su contenido, se dice que pertenece más al derecho privado que al público. Fue el primer código de la Antigüedad que contuvo reglamentación sobre censura, como la pena de muerte por poemas satíricos. La ley se publicó al principio en doce tablas de madera y, posteriormente, en doce planchas de bronce que se expusieron en el Foro. Debido a que no queda indicio alguno de su existencia, algún autor ha llegado a sugerir que no existieron.
No obstante, su desaparición puede explicarse por el saqueo que sufrió Roma hacia el año 390 a. C. por parte de los galos. Se cree que se destruyeron y, por algún motivo, no se reprodujeron con posterioridad. Esta teoría parece estar apoyada por las abundantes referencias que de ellas hacen los autores antiguos. El historiador Tito Livio dijo de ellas que eran la fuente de todo el derecho romano, tanto público como privado. Por su parte, el orador y abogado Cicerón afirmó que los niños aprendían su contenido de memoria.
Al estar estas leyes expuestas públicamente, estaban libres, al menos teóricamente, de las malas interpretaciones de sus custodios, pues parece que anteriormente los pocos que conocían las leyes las interpretaban manipulándolas a su favor. Ya en época imperial, estas leyes, pensadas para todos —los ciudadanos—, fueron las bases jurídicas del Imperio romano, pues todos estaban bajo ellas en cualquier rincón del Imperio.

## Antecedentes

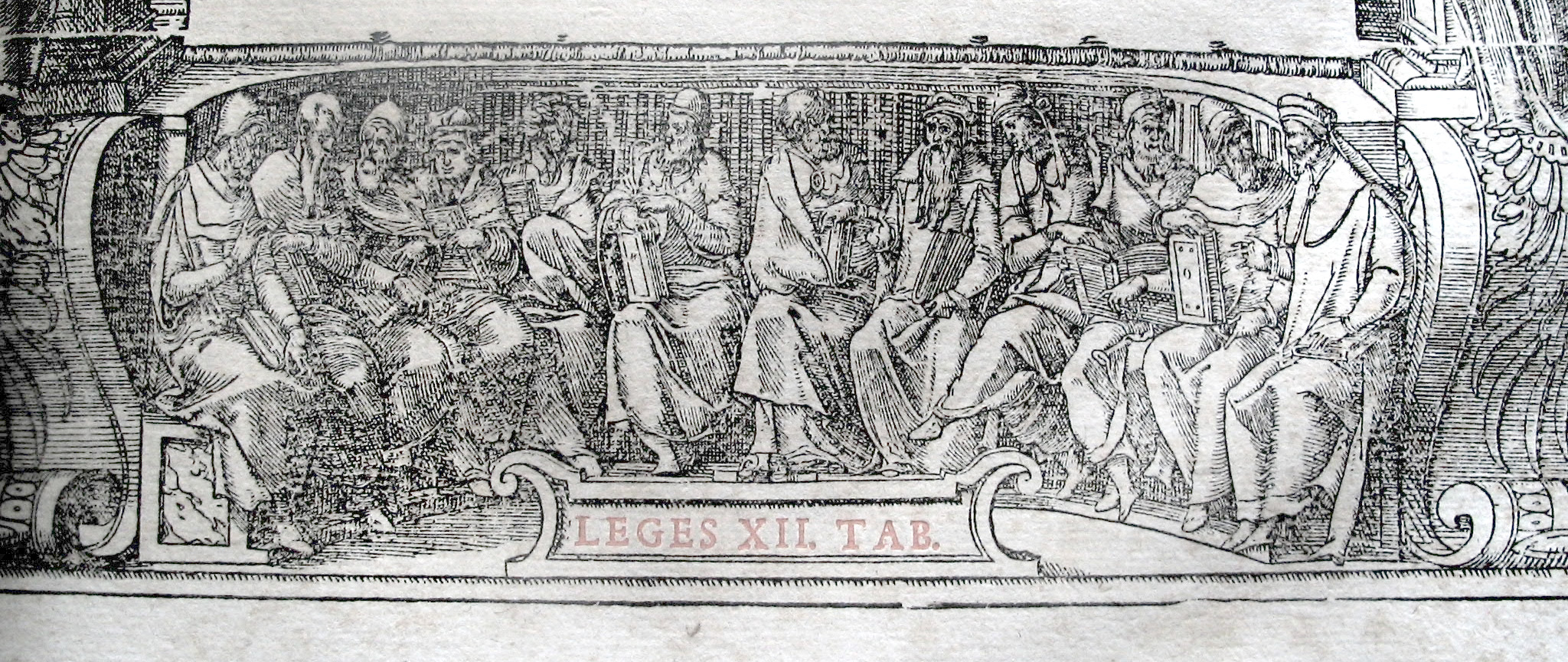
Alegoría de las XII Tablas en un ja de derecho del.

Durante los tres primeros siglos de Roma, el derecho privado tenía su fuente única en usos vigentes entre los fundadores de la ciudad, que había pasado, por tradición, de las poblaciones primitivas a la nación nueva. A estas costumbres se les conoce como mores maiorum, lo que se traduce por «costumbres de los mayores», o «costumbres de los antepasados». Se puede decir que en este periodo, el derecho privado solo tiene una fuente cierta, la costumbre. La falta de precisión y esclarecimiento de sus reglas favoreció al arbitrio de los magistrados patricios encargados de la administración de la justicia, y no solamente en el derecho privado, sino también en la represión de crímenes y delitos. Los tribunos, que fueron los intérpretes de las reclamaciones de la plebe, pidieron la redacción de una ley que rigiera igualmente para todos los ciudadanos. Después de diez años de resistencia, los patricios cedieron: el Senado y los tribunos acordaron redactar una ley aplicable a los dos órdenes. Esta ley fue la de las XII Tablas.

## Elaboración
La elaboración de la Ley de las XII Tablas, se produjo a mediados del siglo V a. C., gracias a la insistencia de un tribuno de la plebe llamado Terentilio Arsa a partir de 464 a. C., con la Secessio plebis, y no fue hasta 454 a. C. cuando el Senado republicano decidió enviar una comisión de tres magistrados a Atenas para conocer la legislación del gobernante griego Solón, inspirada por el principio de igualdad ante la ley.
Tres años después a la vuelta de esta comisión, se suspendieron las magistraturas y el Senado decidió  constituir otra comisión integrada por diez patricios que se llamaría Decenvirato, presidida por un cónsul para la elaboración de la ley. Esta comisión gobernó y trabajó en la redacción durante un año para las diez primeras tablas, terminadas en 451 a. C. Sin embargo, como no había sido terminada la labor de redactar todo el derecho existente, se conformó un segundo decenvirato que gobernó de manera tiránica y fue depuesto por un levantamiento, quedando reinstaurado el consulado. Únicamente redactaron dos tablas.
Finalmente, para que no se dijera que los patricios usaban a su favor la ignorancia de la plebe sobre el texto de las tablas, pues esta había sido una de las razones por las que insistieron en la redacción de las Tablas, éstas fueron colocadas en el Foro romano para que todos las vieran, por orden de los dos primeros cónsules después de los decenviratos: Lucio Valerio y Marco Horacio.

## Influencias
En ellas se recogen por escrito, de manera más o menos ordenada, una serie de costumbres que tenían carácter de ley, a esto se le denomina derecho consuetudinario e incluso algunas de las leyes del regnum fueron redactadas por los decenviratos legislativos (decenviri legibus scribundis). Las influencias externas que pudieron haber tenido, serían las que viniesen del estudio de las leyes griegas por la comisión que fue a estudiarlas, a fin de redactar mejor las propias.

## Contenido

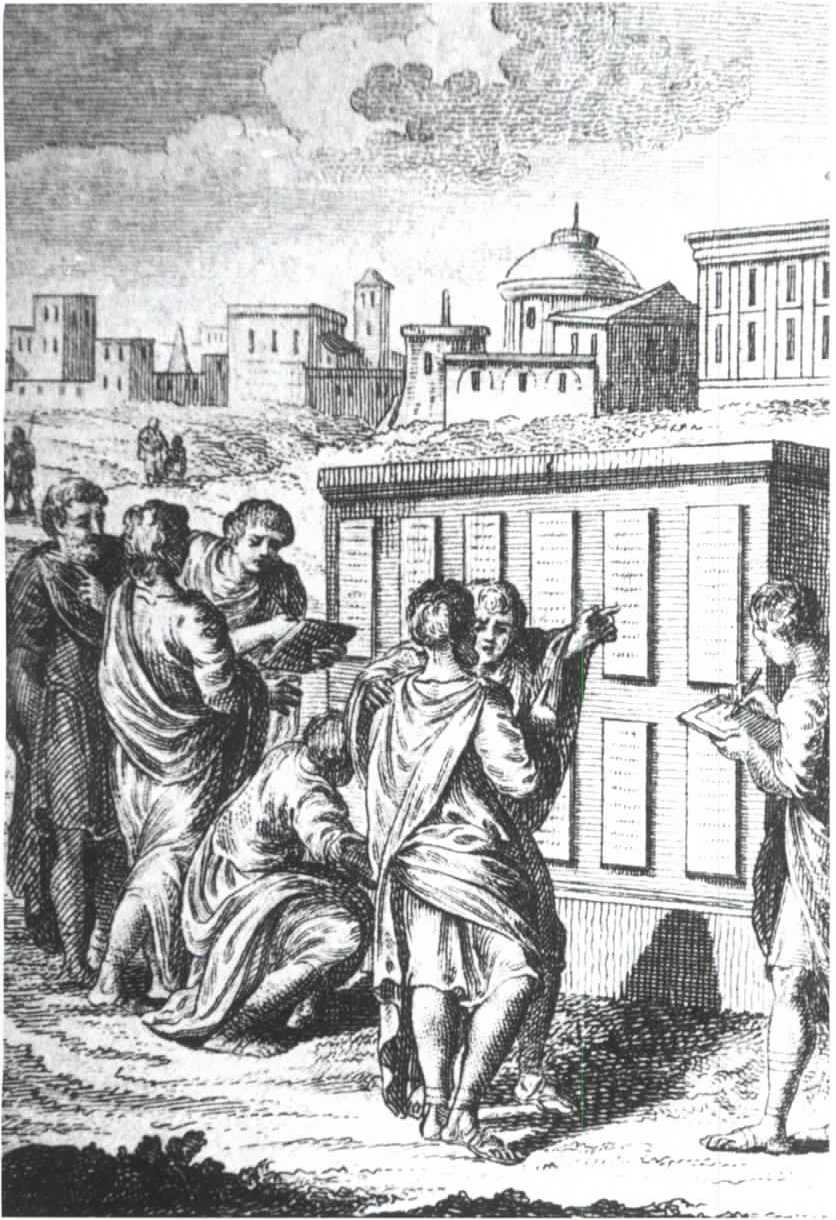
Ciudadanos romanos examinan la Ley de las XII Tablas después de su implantación.

Aunque no se sabe con certeza el contenido exacto que tuvieron las XII Tablas, gracias a las referencias que hay de ellas en la historiografía romana se puede decir que contendrían lo siguiente:

### Tablas I, II, III
Contendrían derecho procesal civil.
El procedimiento que regulan es el de las acciones de la jurisprudencia, acciones judiciales que en virtud de la Ley de las XII Tablas podrían ejercer los ciudadanos romanos para la defensa de sus derechos. El proceso se caracterizaba por su excesivo formalismo, las partes debían pronunciar determinadas palabras, a veces muy complicadas, obligatoriamente si querían tener posibilidades de ganar el litigio o debían realizar ritos. Detrás de este formulismo estaba el sentimiento religioso.
Las acciones de la ley a saber eran inicialmente cuatro: dos declarativas y dos ejecutivas. Las primeras: acción por apuesta (sacramentum) y acción por petición de un juez o de un árbitro (postulatio iudicis). Estas se caracterizaban por contemplar el mismo proceso, iniciado ante los pontífices (quienes indicaban la fórmula solemne) más tarde ante un magistrado (quien se encargaba de mediar la contienda entre las partes ayudando a determinar un juez privado) y por último ante un juez (quien recibe la fórmula solemne y las pruebas preparadas). Las dos restantes o ejecutivas: acción por aprehensión corporal (manus iniectio) y la acción de toma de prenda o embargo (pignoris capio). Ambas guardaban rezagos pertenecientes a la venganza privada, ya que en ellas se podía aplicar la fuerza o violencia para recuperar lo debido.
La intervención del poder público era escaso. El pretor era el magistrado que presidía el proceso, encauzándolo y fijando la controversia, pero el juez que dictaba sentencia era un ciudadano elegido de común acuerdo por las partes.
La ejecución de la sentencia condenatoria de un deudor se regulaba muy detalladamente. Aunque resulta morbosa por ser personal y cruel, es fruto del consenso que tuvo la elaboración de las XII Tablas por parte de patricios y plebeyos; como los deudores solían ser los plebeyos, esta regulación constituía un principio de seguridad jurídica, el plebeyo podía saber lo que le esperaba en el caso de ser insolvente.

### Tablas IV, V
Contendrían derecho de familia y de sucesiones.
Regulan normas relativas a la tutela de menores de edad no sujetos a patria potestad al haber fallecido su padre. Por igual contenían normas relativas a la curatela a fin de administrar los bienes de aquellas personas pródigas, enfermos mentales o discapacitados. También había normas para tutelar a las mujeres solteras una vez fallecido el padre, de ellas se harían cargo familiares próximos.
En estas Tablas por primera vez se limita legalmente el poder absoluto del paterfamilias sobre su familia. En relación con la mujer, se estableció el divorcio a favor de la mujer, la mujer se divorciaba ausentándose durante tres días del domicilio conyugal con ese propósito. En relación con los hijos, el paterfamilias perdía la patria potestad de sus hijos si los explotaba comercialmente en tres ocasiones, ya que el hijo quedaba emancipado.
En materia de sucesiones, se da preferencia a la sucesión testada en relación con la intestada. Si la sucesión era intestada la ley establecía como primeros herederos a los herederos sui, de derecho propio, esto es los hijos y la mujer como una hija más. Si no había herederos sui, heredaba el agnado más próximo al fallecido; aquellos parientes que estuvieron sujetos con el fallecido a la potestad de un ascendiente común. Si tampoco existían herederos agnados, heredaban los gentiles, aquellas personas con el mismo gentilicio o apellido que derivaban de la misma gens que el fallecido.

Uti Legassit Suae Rei Ita Ius Esto
Como se ha dispuesto de su propia manera particular, el derecho a ser.
 Gayo, Inst. II, 224

### Tablas VI, VII
Contendrían derecho de obligaciones (negocios jurídicos de la época) y derechos reales.
Regulan el negocio jurídico del nexum, en la que el deudor asume la obligación de hacer la prestación al acreedor, en caso de incumplir quedaría sometido a la potestad del acreedor sin necesidad de sentencia judicial. El nexum fue derogado por la Lex Poetelia Papiria.
También regulan la stipulatio o sponsi, en la que el deudor asume la obligación de hacer la prestación al acreedor y en caso de incumplimiento el acreedor podía ejercitar una acción judicial para obtener una sentencia tras el juicio.
En el campo de los derechos reales se regularían la mancipatio y la en iure cessio, negocios jurídicos que hacían posible la transmisión de la propiedad de la res mancipi (medios de producción; capital, trabajo, fincas, edificios, esclavos, animales de tiro y carga).
Estos negocios estaban rodeados de solemnidades. El mero contrato de compraventa no bastaba para transmitir la propiedad de cosas importantes, por lo que había que realizar uno de estos dos negocios para que la propiedad se transmitiera de modo pleno. La mancipatio consistía en realizar el negocio jurídico ante 6 testigos, ciudadanos romanos varones y mayores de edad. La en iure cessio se realizaba ante el pretor, que actuaba como el actual notario, dando fe pública del negocio.
La usucapio consistía en la adquisición de la propiedad de buena fe por el paso del tiempo y con justo título (dos años para bienes inmuebles; un año para bienes muebles).
En la Tabla VII además se contendrían normas relativas a relaciones de vecindad entre fincas colindantes.
Contiene disposiciones referidas a las siguientes cuestiones: solares y vías de comunicación; anchura mínima de las vías en las rectas y en las curvas; límites entre fundos (terrenos); obligación de cortar las ramas del fundo colindante; posibilidad de recoger frutos, etc.

...Si alguien fijara un seto cavando junto a un fundo ajeno, no trapase el lindero; si una cerca deje un pie; si un edificio dos pies; si cavase un foso o un hoyo deje tanto espacio como profundidad; si un pozo, un paso; plante el olivo o la higuera a nueve pies de lo ajeno; los demás árboles a cinco pies...
 Digesto 10,1,13

### Tablas VIII, IX
Contendrían el derecho penal de la época.
Se caracterizan porque contienen tanto normas muy arcaicas como normas modernas, lo que refleja un periodo de transición. Véase la modernización en la introducción de penas pecuniarias. 
En estas Tablas aparece implícitamente la distinción entre dos ámbitos del derecho penal, el derecho público y el derecho privado.

... Nuestras leyes de las Doce Tablas, tan parcas en imponer la pena capital, castigaron con esa pena al autor y al recitador de versos que atrajera sobre otro la infamia. Esta disposición fue sabia, porque debemos tener sometida nuestra vida a los fallos legítimos de los jueces y de los magistrados, más no al ingenio de los poetas, y no debemos oír cargos sino allí donde la contestación es lícita y podemos defendernos judicialmente.
 Cicerón. De República IV, 10, 12.

El público se ocuparía de los crimina o ilícitos penales que eran atentados contra el pueblo romano, como el perduelio o traición al pueblo romano y de los ilícitos más graves como el parricidium. Los crimina eran perseguibles de oficio y sancionados con la pena capital o en su caso el exilio.
El privado se ocuparía de los delicta, ilícitos privados, de menos gravedad y de persecución a instancia de la víctima o de sus familiares. Estos ilícitos eran castigados con pena pecuniaria a favor de la víctima, siempre dependiendo de la gravedad del mismo. Delicta serían delitos de daños a bienes de terceros, el furtum y la iniuria o delito de lesiones.
La Tabla VIII, se centra en los delitos y sus respectivas penas, tanto en aquellos que afectaban a otros ciudadanos, como los que lo hacían a la comunidad. En sus artículos se describen los crímenes (ya sean hurtos, difamaciones, etc.) y se describen las penas a aplicar (la muerte, la quema, etc.). 
En la Tabla IX se establece la prohibición de concesión de privilegios por lo que todos los ciudadanos son iguales ante la ley.

### Tabla X
Derecho Sacro
Recoge una serie de normas que se refieren al orden de la vida interna de la ciudad.
Se prohíbe la incineración e inhumación de los cadáveres en la ciudad, se intenta así evitar incendios, o que la presencia de un cadáver atente contra la salubridad pública.
Se prohibía también el excesivo lujo en los funerales.

### Tablas XI, XII
Son las Tabulae Iniquae (Tablas de los injustos)
Lo que contiene este "cajón de sastre" entre otras cosas, es la prohibición del connubium (matrimonio desde el punto de vista jurídico, entre patricios y plebeyos). Posteriormente con la Lex Canuleia esta prohibición queda abrogada. Los cónsules eran magistrados. Estas dos tablas no llegaron a presentarse a los comicios.
Las tablas XI y XII no se las puede agrupar bajo el mismo derecho. La tabla XI se relaciona con el derecho penal, con especial hincapié en lo criminal, y la tabla XII con el derecho privado.